# Euclides da Cunha, Bahia
Euclides da Cunha este un oraș în unitatea federativă Bahia (BA) din Brazilia.